# Utskjera
Utskjera är en ögrupp i Antarktis. Den ligger i havet utanför Östantarktis. Australien gör anspråk på området.